# Верхнее Гареево
Ве́рхнее Гаре́ево (тат. Югары Гәрәй) — деревня в Актанышском районе Республики Татарстан, в составе Чалманаратского сельского поселения.

## Этимология
Топоним произошёл, по одной версии, от названия башкирского племени гирей. По другой версии, от татарского слова «югары» (верхний) и антропонима «Гәрәй» (Гирей).

## География
Деревня находится на реке Шабиз, в 18 км к северо-западу от села Актаныш.

## История
Деревня основана в начале XIX века.  
В 1816 году учтены 66 башкир, в 1848 году — 65 башкир, в 1905 году — 13 башкира, в 1912 году — 169 башкир. 

## Население
| 1795 | 1834 | 1859 | 1897 | 1913 | 1926 | 1938 | 1949 | 1958 | 1970 | 1979 | 1989 | 2002 | 2010 | 2015 |
| ---- | ---- | ---- | ---- | ---- | ---- | ---- | ---- | ---- | ---- | ---- | ---- | ---- | ---- | ---- |
| 46   | 63   | 103  | 126  | 169  | 246  | 266  | 225  | 210  | 157  | 120  | 78   | 58   | 44   | 40   |

Национальный состав села — татары.